# Alicia Fox
Victoria Elizabeth Michelle Crawford (30 de junho de 1986) é uma modelo e lutadora profissional estadunidense. Ela trabalha atualmente para a Total Nonstop Action Wrestling (TNA), onde se apresenta sob seu nome verdadeiro e ocupa o cargo de diretora adjunto de autoridade na TV. Além disso, ela também se apresenta no circuito independente sob o nome de ringue Vix Crow. Ela é mais conhecida por sua longa trajetória de 17 anos na WWE, onde lutou sob o nome de Alicia Fox.
Crawford fez sua estreia no SmackDown em 13 de junho de 2008, adotando o nome de Alicia Fox e a gimmick de uma planejadora de casamentos. Em novembro, ela foi transferida para a marca ECW, onde passou a gerenciar DJ Gabriel. No ano seguinte, Fox começou a disputar o Campeonato das Divas da WWE, título que conquistou em junho de 2010, mantendo-o por dois meses, tornando-se a única campeã negra do título. Em outubro de 2014, ela começou a participar da série de reality show Total Divas no canal E!, como parte do elenco principal.

## Outras mídias
Fox fez aparições para o reality show Total Divas, produzido pela WWE e E!. O programa começou a ser exibido em julho de 2013. Em outubro de 2014, Fox foi movida para o elenco principal na quarta temporada, que foi ao ar em Janeiro de 2015.
| Ano       | Título      | Papel     | Notas                                                     | Ref           |
| --------- | ----------- | --------- | --------------------------------------------------------- | ------------- |
| 2013–2017 | Total Divas | Ela mesma | Convidada (temporada 1-3) Elenco principal (4ª temporada) | [ 12 ] [ 13 ] |

## Vida pessoal
Crawford tem uma irmã mais nova chamada Christina, que também é uma lutadora profissional e líder de torcida da Tampa Bay Buccaneers. Antes de começar a carreira de wrestler, Crawford era modelo, e assinou contrato com a WWE após ser vista em um catálago fashion por John Laurinaitis.

## No wrestling
- Movimentos de Finalização
  - Modified leg drop bulldog[15][16]
  - Powerbomb[17]
  - Scissors kick[18]
  - Somersault leg drop[19][20]
- Movimentos Secundários
  - Bridging Northern Lights suplex[21][22][23]
  - Running split-leg Yakuza kick, ao oponente no tensor[24][25]
  - Tilt-a-whirl backbreaker[22][26]

- Alcunhas
  - "The Foxy Floridian"[4]
- Wrestlers de quem foi manager
  - Elijah Burke[5]
  - DJ Gabriel[4]
  - Michelle McCool[27]
  - Zack Ryder[2]
  - JTG[28]

## Títulos e prêmios
- Ohio Valley Wrestling
  - OVW Women's Championship (1 vez)[a][2][29]
- Pro Wrestling Illustrated
  - PWI a classificou como #17 das 50 melhores wrestlers femininas no Top 50 Feminino em 2010[30]
- World Wrestling Entertainment
  - WWE Divas Championship (1 vez)[11]
- Wrestling Observer Newsletter
  - Pior Combate do Ano (2013)  com AJ Lee, Aksana, Kaitlyn, Rosa Mendes, Summer Rae e Tamina Snuka vs. Eva Marie, JoJo, Naomi, Natalya, The Bella Twins e The Funkadactyls (Naomi e Cameron) em 24 de Novembro[31]